# Richard Boyle, 2. vikomt Shannon
Richard Boyle, 2. vikomt Shannon (Richard Boyle, 2nd Viscount Shannon, 2nd Baron Boyle) (1675 Londýn – 20. prosince 1740 Ashley Park, Walton-on-Thames, Anglie) byl britský vojevůdce ze šlechtického rodu Boylů. Uplatnil se ve válce o španělské dědictví, později byl vrchním velitelem v Irsku, nakonec dosáhl hodnosti polního maršála. Jeho bratranec Henry Boyle, 1. baron Carleton (1669–1725) byl britským ministrem financí a zahraničí, další bratranec Charles Boyle, 4. hrabě z Orrery (1674–1731) vynikl jako generál a diplomat taktéž za války o španělské dědictví.

## Kariéra
Byl synem Richarda Boyle a vnukem 1. vikomta Shannona, po matce byl spřízněn s později vlivným klanem Ponsonbyů. Již v patnácti letech se jako dobrovolník zúčastnil bitvy u Boyne, poté bojoval v Devítileté válce. V roce 1699 zdědil titul vikomta s irským peerstvím. Jako plukovník na počátku války o španělské dědictví se svými granátníky přispěl k vítězství v zátoce Vigo (1702). Během války pak postupoval v hodnostech (brigádní generál 1704, generálmajor 1708, generálporučík 1710), měl také na starost zásobování armády. V letech 1708–1710 a 1711–1732 byl členem Dolní sněmovny, kde patřil ke straně whigů. Od roku 1716 působil v Irsku, kde byl vrchním velitelem (1720-1740). Od roku 1721 byl členem irské Tajné rady a v případě nepřítomnosti místokrále také členem místodržitelského sboru (1722-1723, 1734). V roce 1735 byl povýšen na generála a v letech 1737-1740 byl guvernérem v Portsmouthu. Krátce před smrtí dosáhl hodnosti polního maršála (1739).

## Rodina
Jeho první manželkou byla od roku 1704 Mary Sackville (1674–1714), nevlastní sestra irského místokrále 1. vévody z Dorsetu. Po smrti první manželky se podruhé oženil v roce 1720 s Grace Senhouse (1697–1755). Z druhého manželství se narodila jediná dcera Grace (1725–1763), manželka 2. vévody z Dorsetu.
Titul vikomta jeho úmrtím zanikl, v další linii Boylů byl později udělen titul hrabat ze Shannonu (1756).